# Übergangsmoor im Kropper Forst
Übergangsmoor im Kropper Forst este o arie protejată (arie specială de conservare — SAC, sit de importanță comunitară — SCI) din Germania întinsă pe o suprafață de 18 ha, integral pe uscat.

## Localizare
Centrul sitului Übergangsmoor im Kropper Forst este situat la coordonatele 54°23′56″N 9°30′38″E / 54.3989°N 9.5106°E.

## Înființare
Situl Übergangsmoor im Kropper Forst a fost declarat sit de importanță comunitară în septembrie 2004 pentru a proteja un număr necunoscut de specii din flora spontană și fauna sălbatică aflate în arealul zonei. Situl a fost protejat și ca arie specială de conservare în ianuarie 2010.

## Biodiversitate
Situată în ecoregiunea atlantică, aria protejată conține 2 habitate naturale: Pajiști uscate europene, Mlaștini turboase de tranziție și turbării mișcătoare.
La baza desemnării sitului se află un număr nedeclarat de specii protejate.